# Henri Hurskainen
Henri Hurskainen (Emmaboda, 13 settembre 1986) è un giocatore di badminton svedese.

## Palmarès

### Europei
- 1 medaglia:
  - 1 argento (Karlskrona 2012 nel singolare)